# Kirche Johannes der Täufer (Engerhafe)

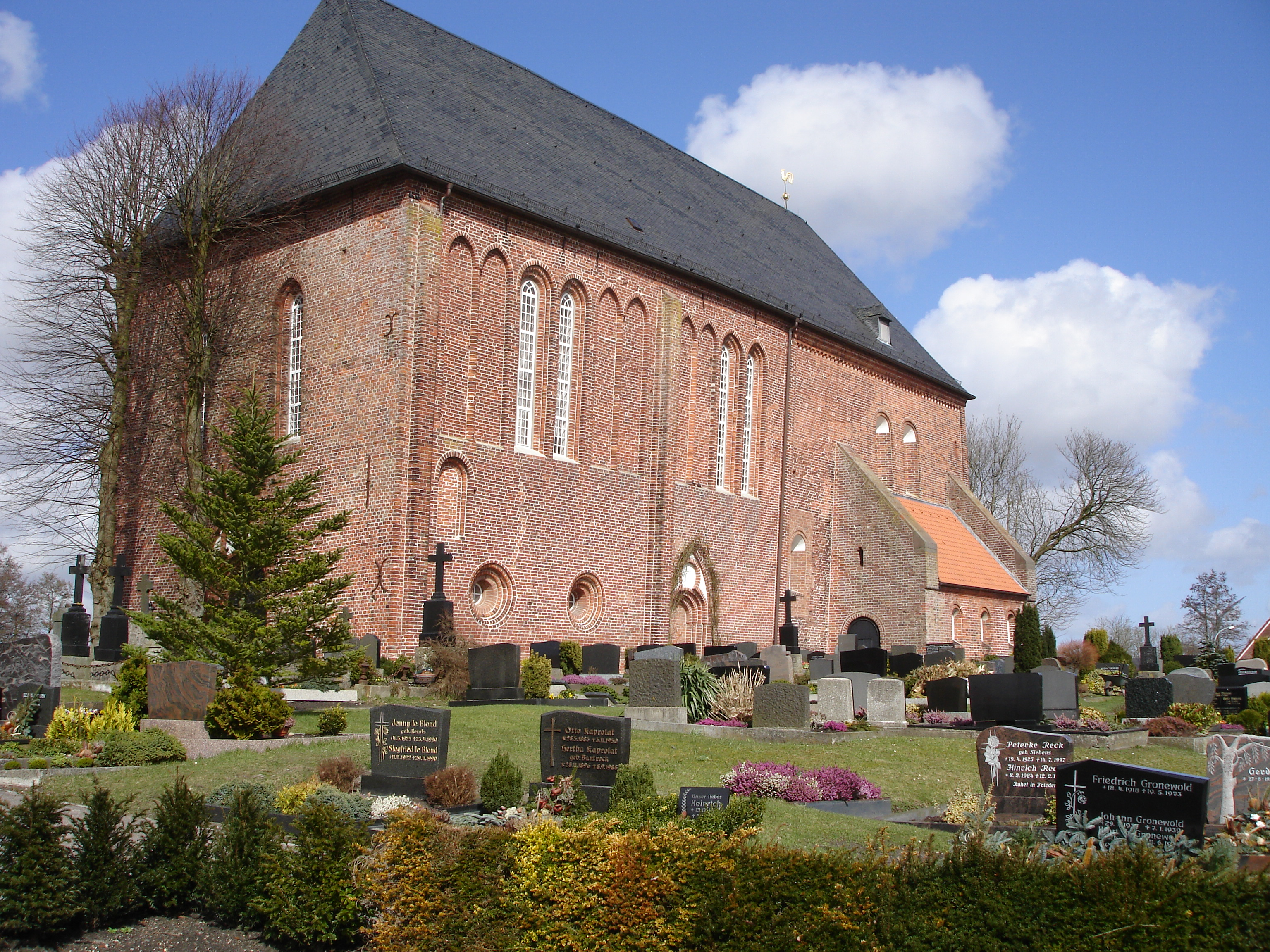
Die Kirche von Engerhafe

Die Kirche Johannes der Täufer ist eine evangelisch-lutherische Gemeindekirche im Osten des Dorfes Engerhafe, eines Ortsteils der Gemeinde Südbrookmerland in Ostfriesland. Ihr ursprüngliches Patrozinium lag bei Johannes dem Täufer, dessen Namen sie auch nach der Reformation behielt. Die von 1230 oder 1240 bis 1270 erbaute Kirche bildet mit dem mittelalterlichen Steinhaus (Pfarrei) noch heute eine Einheit. Die bis dato selbständige Kirchengemeinde ist seit 1. Januar 2023 Teil der „Ev.-luth. Gesamtkirchengemeinde Engerhafe / Forlitz-Blaukirchen / Wiegboldsbur“ mit Sitz in Engerhafe.

## Lage
Die Kirche befindet sich auf der Ostseite der B72, während der größte Teil des Dorfes sich auf der Westseite befindet. Diese abseitige Lage ist vermutlich darauf zurückzuführen, dass sie ursprünglich mehr Oldeborg zugeordnet war, wo die damaligen Landesherren aus dem Hause tom Brok eine Burg besaßen.
In unmittelbarer Nähe der Kirche befand sich vom 21. Oktober 1944 bis zum 22. Dezember 1944 ein Außenlager des Konzentrationslagers Neuengamme, das zum Teil auf dem Gelände des Pfarrgartens errichtet wurde. Innerhalb der zwei Monate, in denen es bestanden hatte, starben 188 Häftlinge. Eine Gedenkstätte erinnert heute an die Opfer.

## Baugeschichte
Erstmals wird die Kirche 1250 als eine der sechs Sendkirchen des Brookmerlandes genannt. Stifter der Kirche waren vermutlich die Häuptlinge tom Brok.
Die Kirche entstand in zwei Bauabschnitten auf einer Kirchwarft. Im ersten wurden von 1230 bis 1250 die Apsis und die beiden Ostjoche errichtet. Von 1260 bis 1270 wurde die Kirche um die drei Westjoche vergrößert. An diesen Bauabschnitten lässt sich das Vorbild der Marienhafer Kirche ausmachen, die etwa zeitgleich entstand. So sind die Ostjoche eindeutig auf die verloren gegangenen schlichten Ostteile der Kirche in Marienhafe zurückzuführen, während die Westjoche von Engerhafe auf das Vorbild des reicheren Langhauses der Marienhafer Kirche zurückgehen. Ursprünglich war die Kirche mit rund 60 Meter Länge fast doppelt so lang wie der heute sichtbare Bau. 1775 stürzten die Gewölbe ein. Dies ist möglicherweise auf die Weihnachtsflut von 1717 zurückzuführen, die weite Teile Ostfrieslands überflutete. Dadurch wurden die Böden der Warften aufgeweicht und senkten sich.
Offenbar geschah der Schaden mit Vorankündigung, denn die gesamte Innenausstattung wurde vorher geborgen. Die morsche Holzdecke wurde im selben Jahr durch eine neue ersetzt.
Im Jahre 1806 stürzten die Apsis und das westliche der fünf Joche ein. Die Kirche wurde daraufhin an der Ostseite um etwa drei Meter und im Westen um 12 Meter verkürzt.
Im Jahre 1910 stürzte auch das östlichste Joch ein. Anschließend wurde die Kirche renoviert und die Ost- und die Südwand des nun östlichsten Joches sowie die Wölbung neu aufgemauert. Aus statischen Gründen erhielt die Kirche anschließend eine Sakristei.

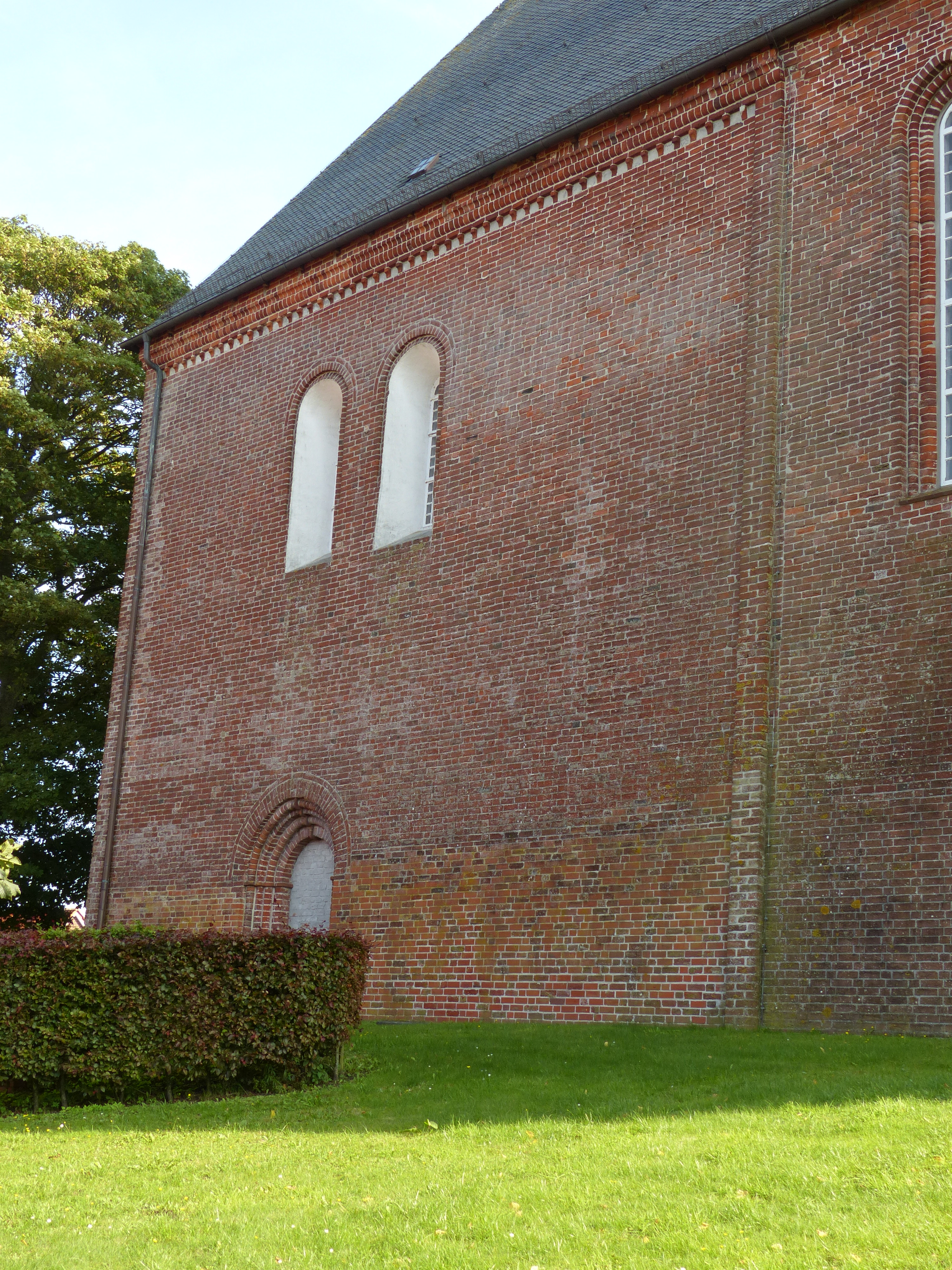
Romanischer Chor
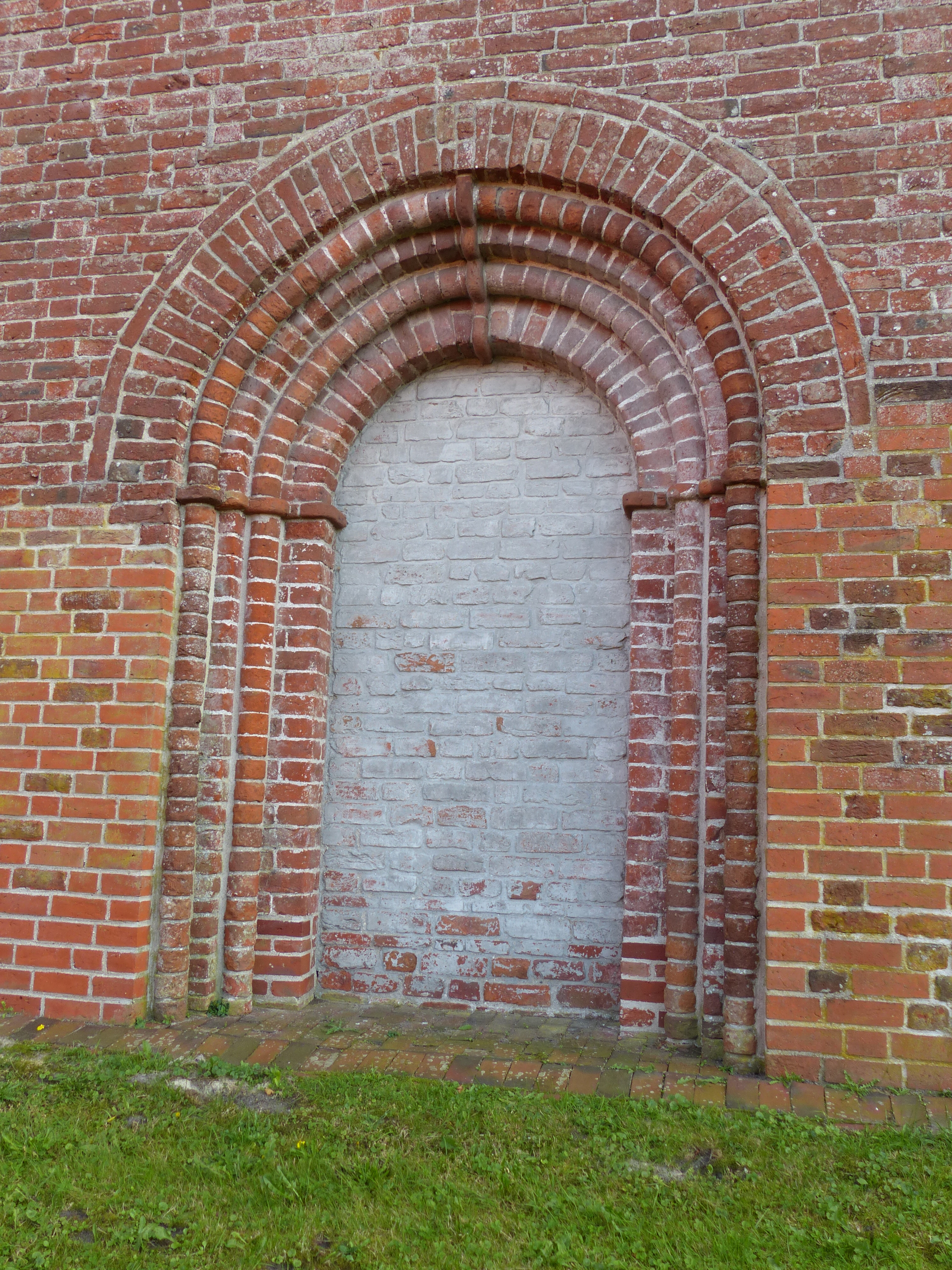
Romanisches Nordportal
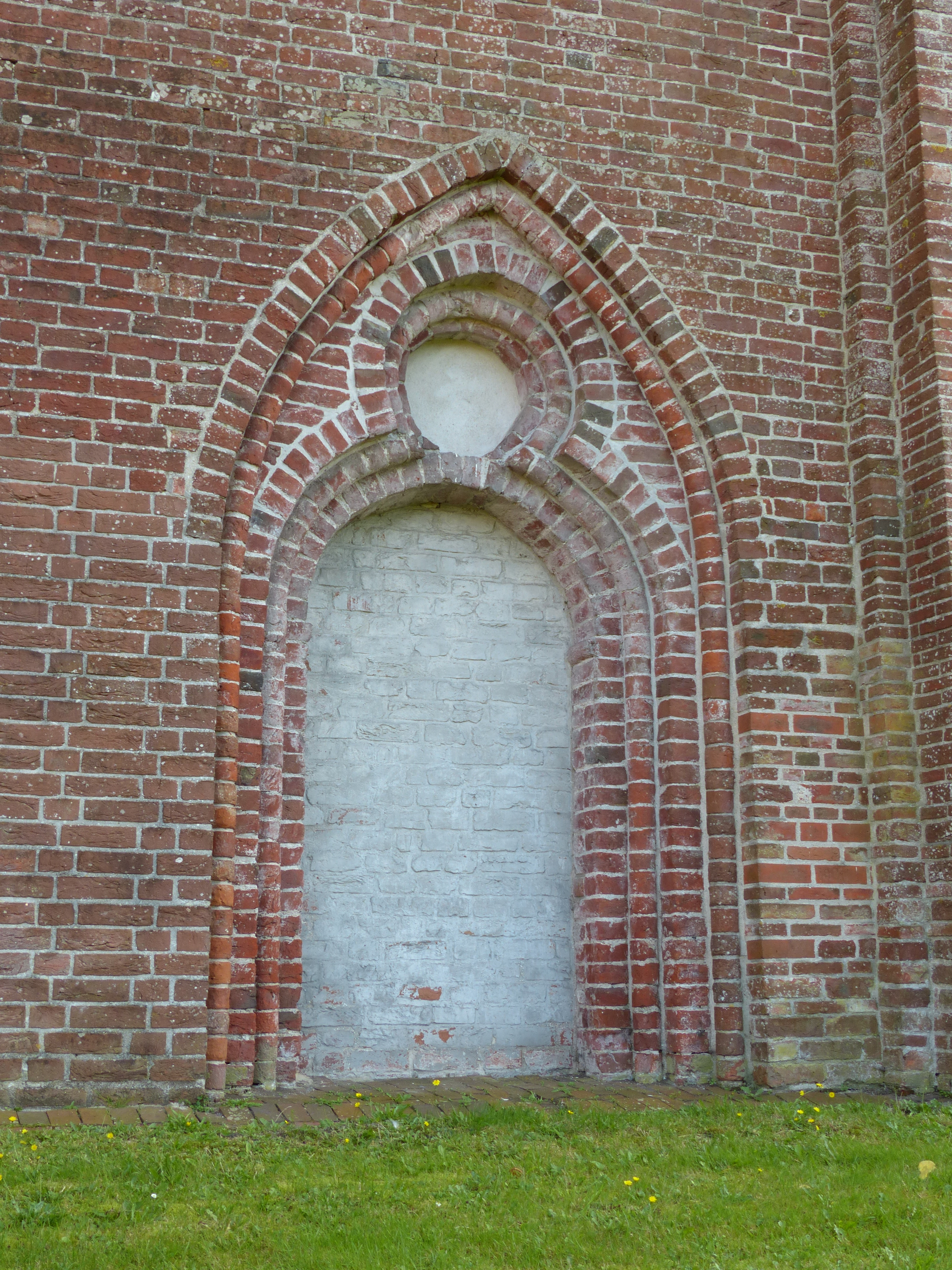
Gotisches Nordportal
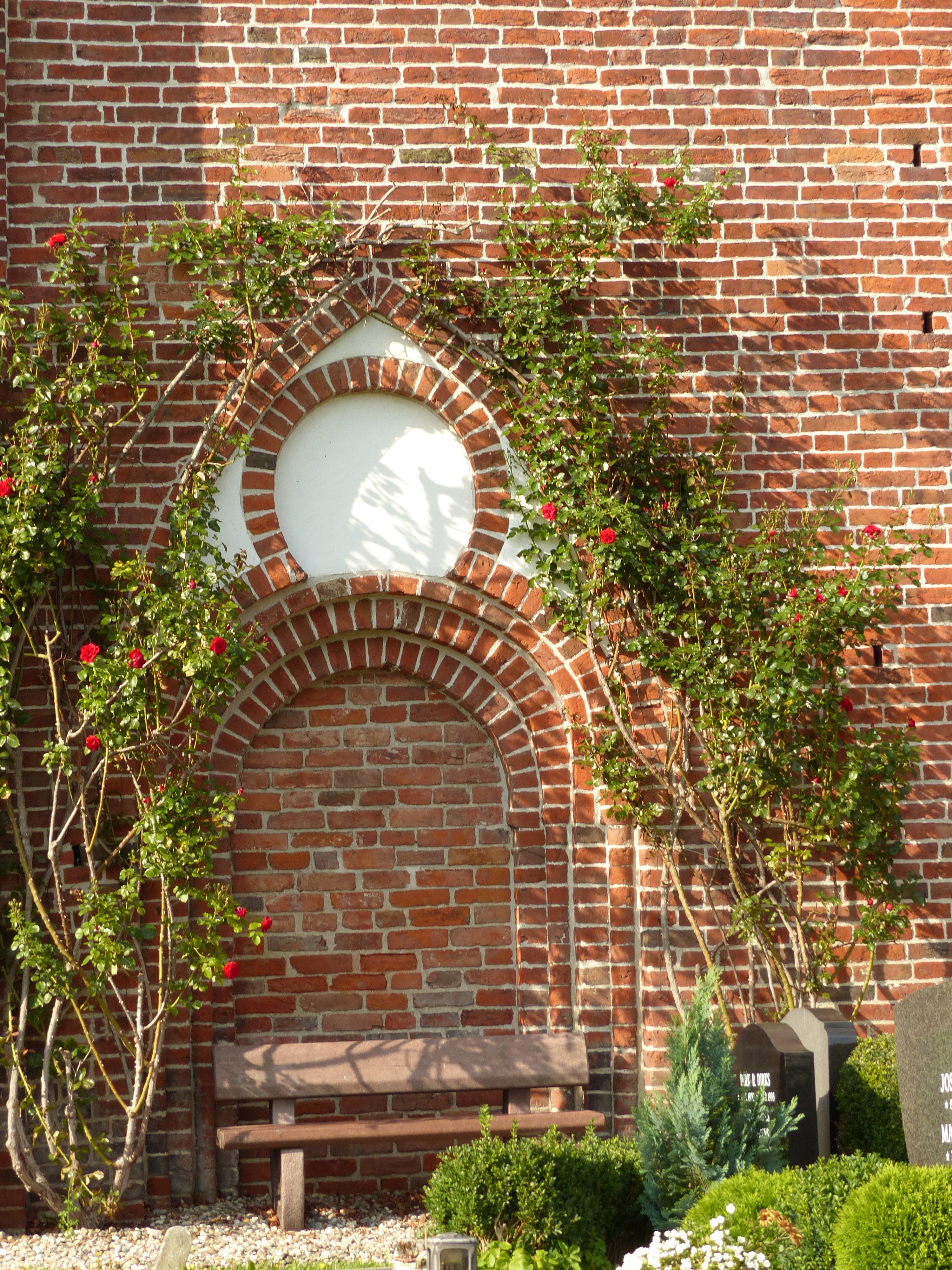
Gotisches Südportal
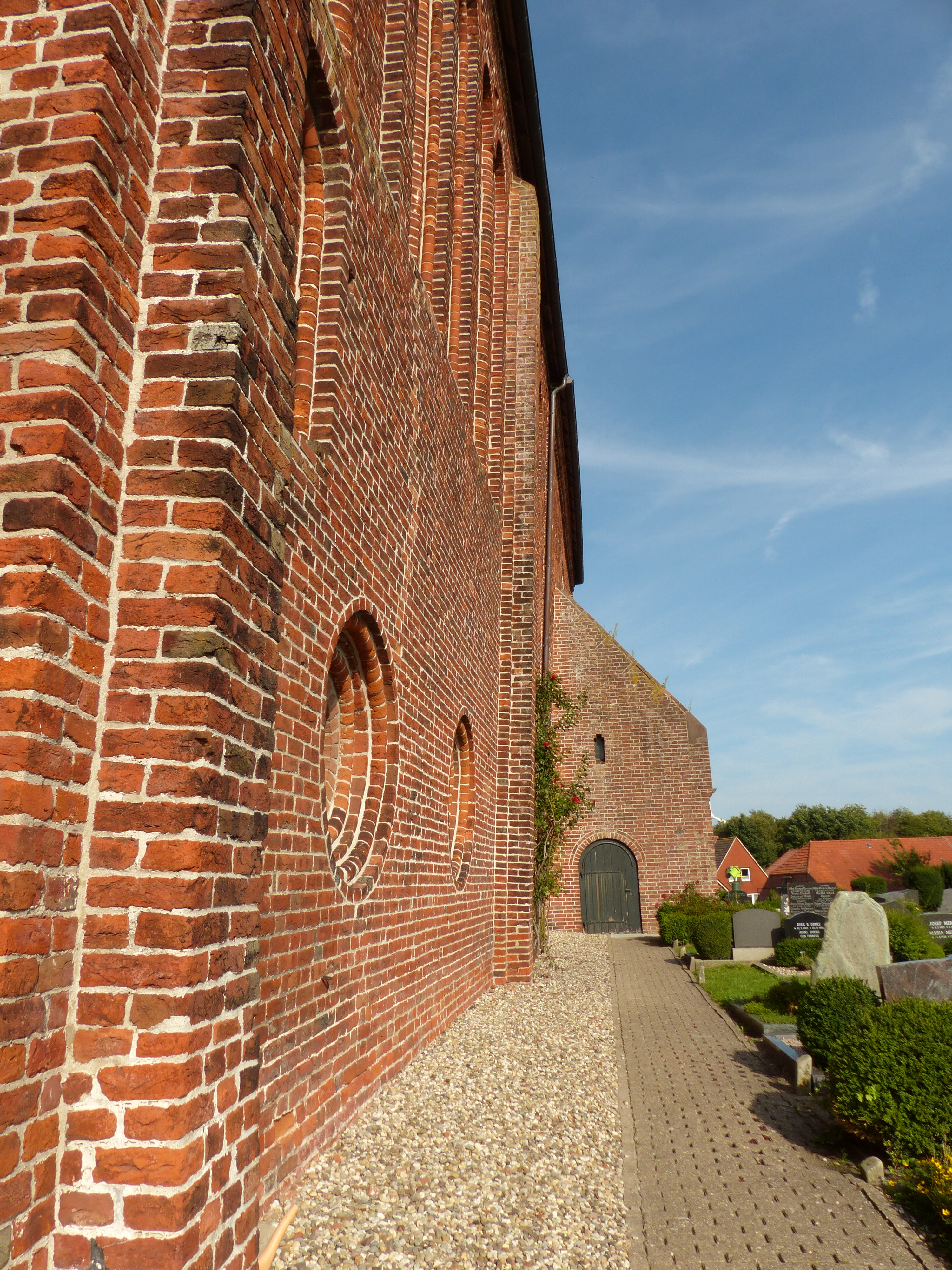
Überhängende Südwand

## Beschreibung

### Das Äußere
Ursprünglich war die Kirche 61 Meter lang. Die einschiffige, hochaufragende Anlage besteht aus den Resten von zwei Bauabschnitten. Der ältere östliche Teil ist in romanischem, der westliche im Stil der Gotik gehalten. In dem östlichen Teil befinden sich zu beiden Seiten zwei unten angebrachte Rundfenster. An dieser Stelle war früher auch das Halseisen eingemauert, doch heute ist es nicht mehr vorhanden. Am östlichen Ende der Südseite befinden sich Rundbogennischen, die schmale Spitzbogenfenster enthalten.

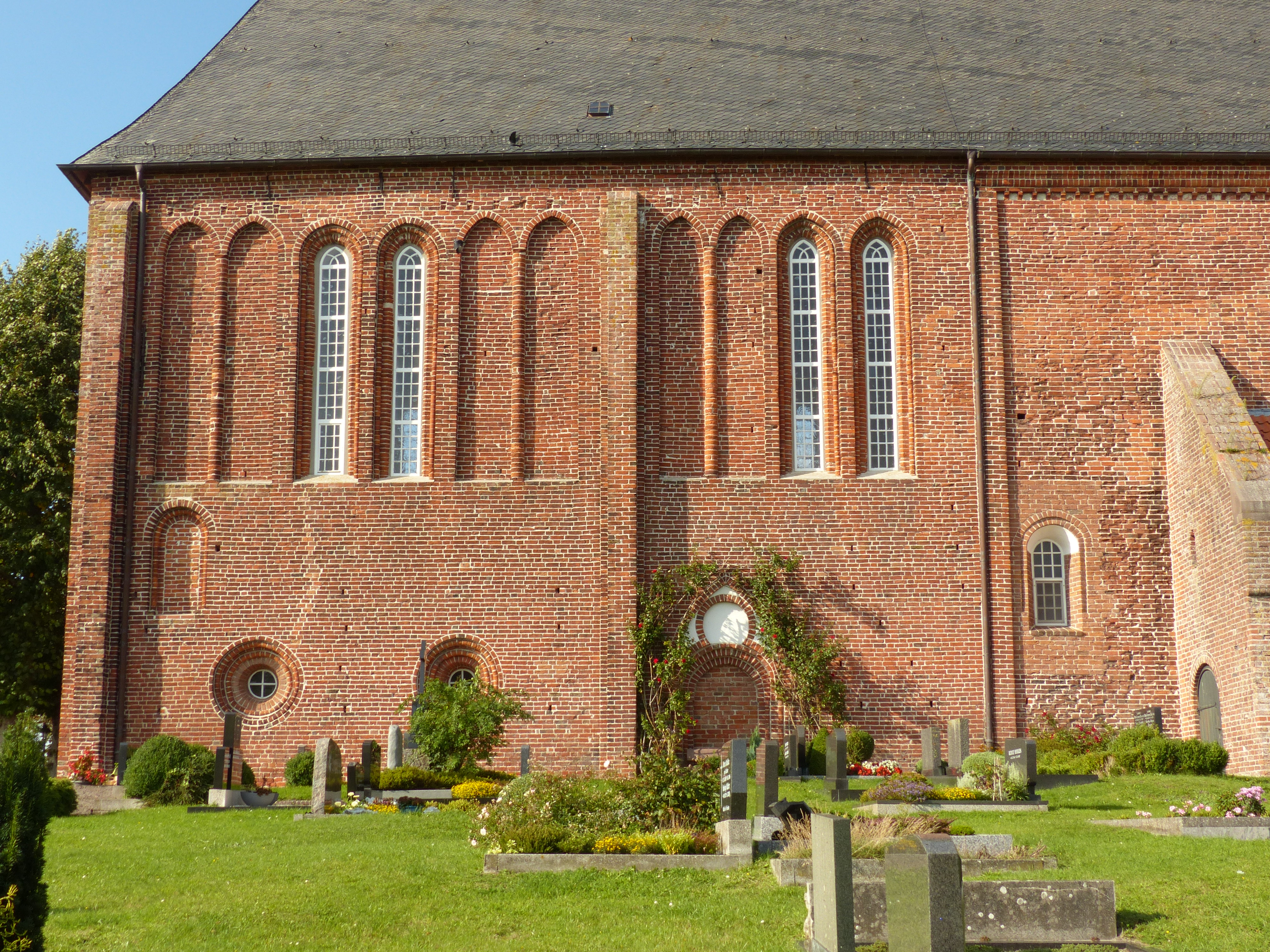
Gotisches Schiff von Süden
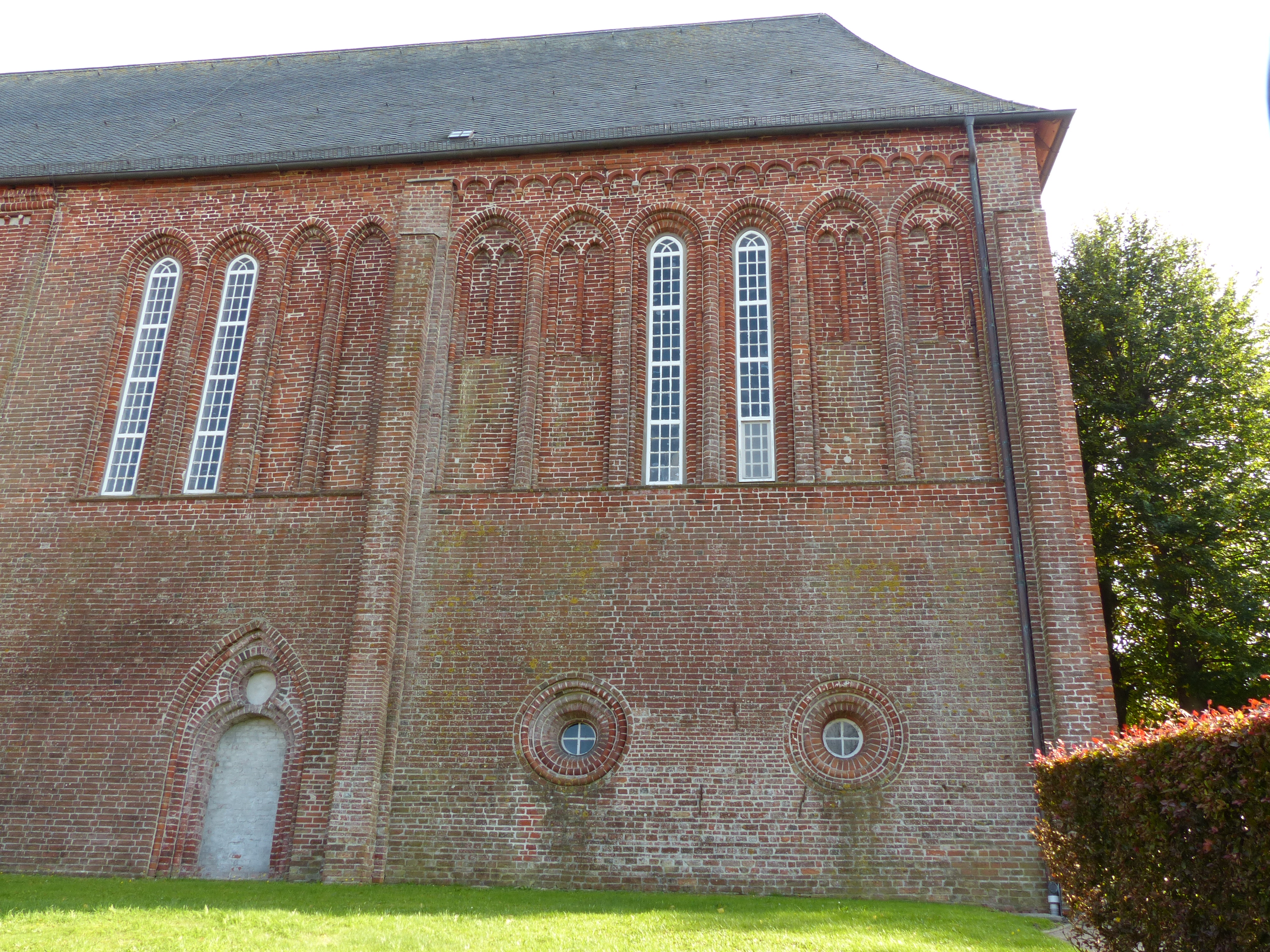
Gotisches Schiff von Norden
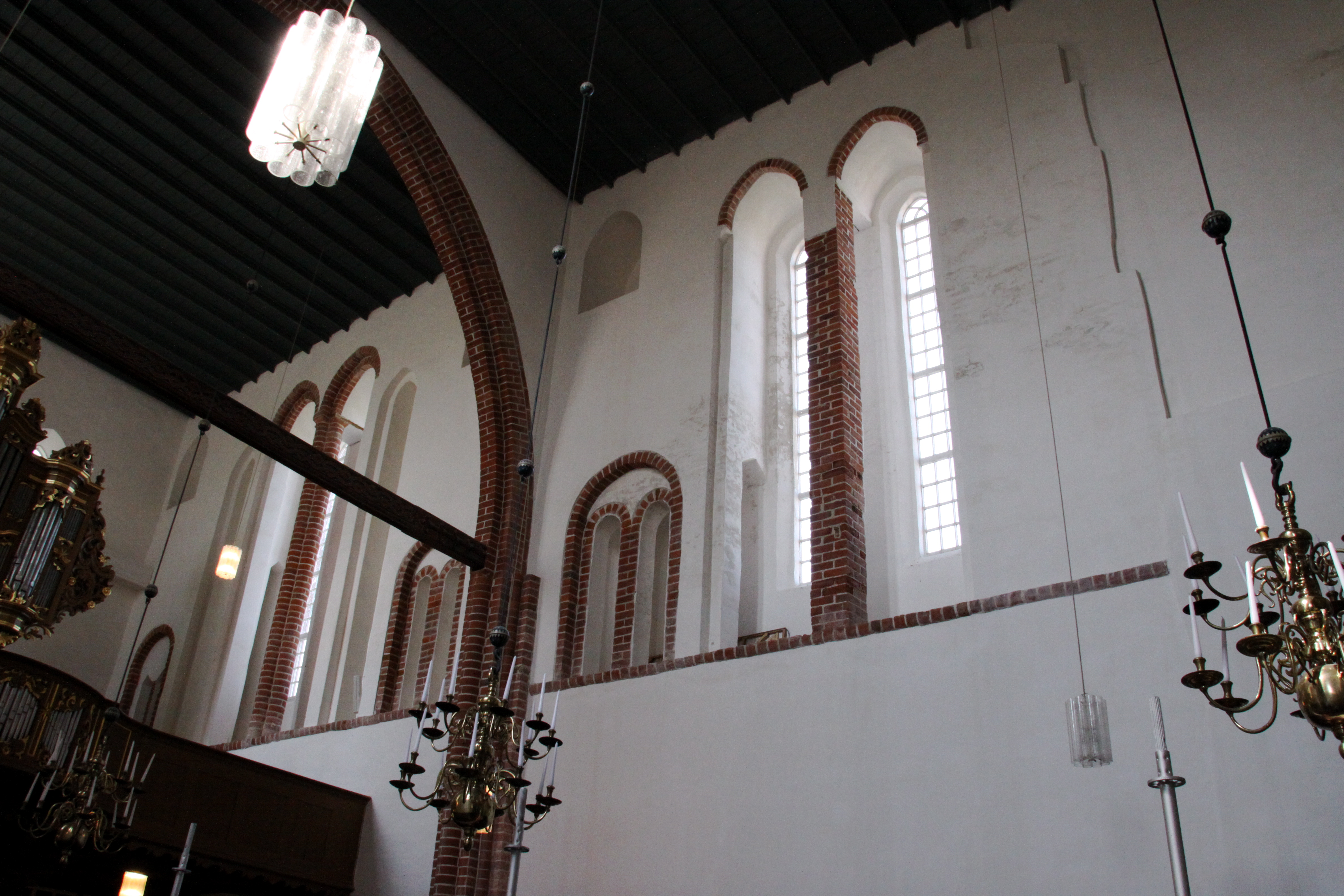
Laufgang im gotischen Schiff

### Das Innere
Der Kirchenraum war ursprünglich ein Apsissaal mit fünf quadratischen Jochen überwölbt. Diese wurden im 16. oder 17. Jahrhundert wegen Baufälligkeit abgerissen und der Kirchenraum nach oben mit einer Holzdecke abgeschlossen. Lediglich im Altarraum blieb das Gewölbe erhalten. Im zweiten Stock der Außenmauern der südlichen Hälfte befindet sich ein so genannter Mönchsgang. Dieser war ursprünglich in der Regel in der Mauer des Mittelschiffes angebracht, die den Zweck hat, den Zugang zu allen Teilen der Kirche zu ermöglichen.

### Glockenturm

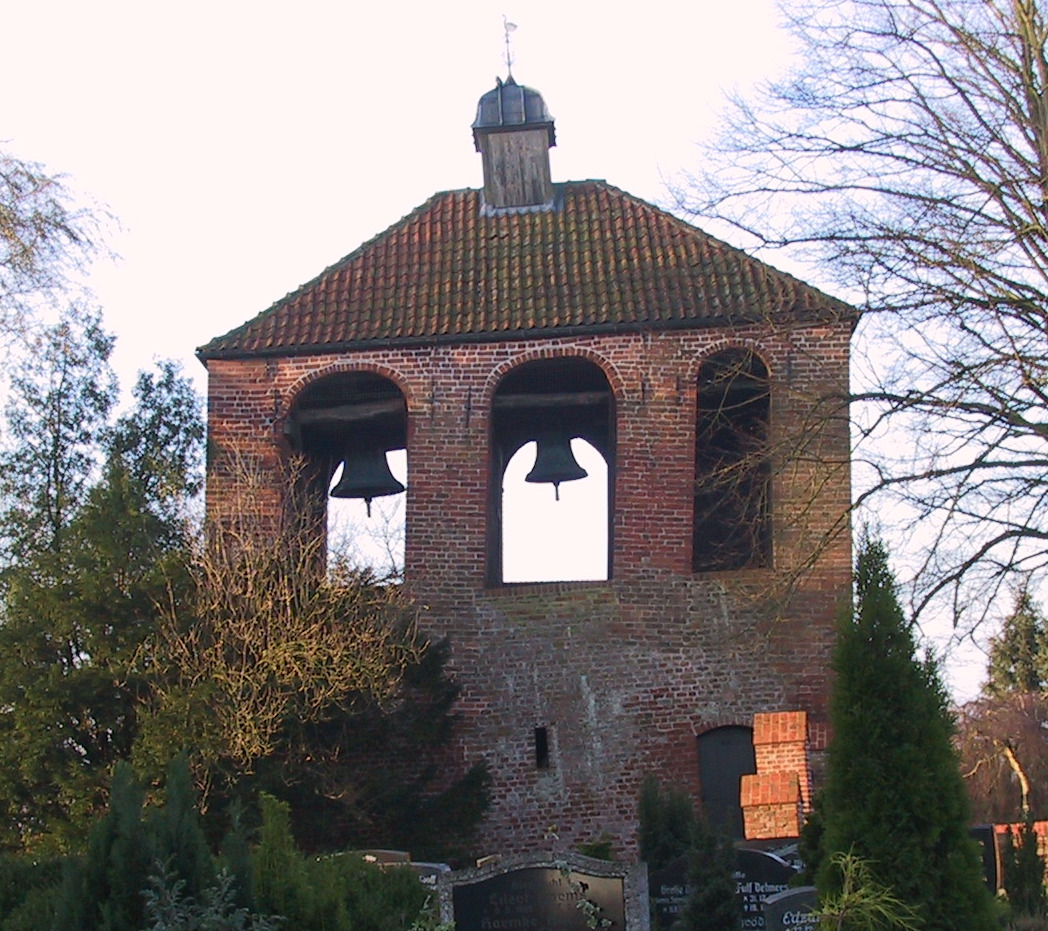
Der zugehörige Glockenturm steht rund 30 Meter abseits der Kirche.

Westlich des Schiffs befindet sich in 30 Metern Entfernung ein freistehender Kirchturm, der niedriger ist als der Kirchenbau. Das Gebäude verfügt über zwei bis vier Meter dicke Mauern im Parallelmauertyp und wurde im 13. Jahrhundert errichtet. Im Laufe der Jahrhunderte hat sich das Gebäude so weit gen Norden geneigt, dass die unteren Bögen zugemauert werden mussten. Es ist unbekannt, wann in Engerhafe erstmals Glocken eingesetzt wurden. Bis ins 19. Jahrhundert war der Turm mit zwei Glocken aus dem 16. und 17. Jahrhundert bestückt, die jedoch heute nicht mehr existieren. Mehrfach musste die Kirche einige ihrer Glocken zu Rüstungszwecken abgeben. Die große Glocke im Turm goss J. H. Bartels 1872 in Hildesheim. Als Ersatz für eine im Zweiten Weltkrieg abgelieferte Glocke erhielt die Gemeinde eine kleinere Patenglocke aus Kreuzberg in Schlesien, gegossen 1796 von Joh. Krieger in Breslau.

## Ausstattung

### Altar
Der Altar der Kirche wurde in der Werkstatt des Schnitkermeisters (= Tischler und Bildschnitzer) Hinrich Cröpelin in Esens hergestellt. Auf der Predella (italienisch: Stufe, Tritt), dem Sockel des Altars, wird die Geburt Christi, im Hauptfeld darüber das Abendmahl gezeigt. Es folgen Kreuzigung und Auferstehung. Bekrönt wird der Altar durch eine Darstellung des triumphierenden Christus.

### Kanzel
Die Kanzel wird auf das Jahr 1636 datiert und wurde im Stil des Manierismus erbaut. Es ist bis dato ungeklärt, wer sie geschaffen hat. Kanzel und Schalldeckel gelten als von so hoher künstlerischer Qualität, dass ein einheimischer Meister für ihre Herstellung ausgeschlossen wird. Es wird vermutet, dass sie von einem Bildhauer aus den Niederlanden geschaffen wurden, der wiederum auf italienische Vorbilder zurückgriff.
An Seitenwänden der Kanzel sind Bilder der vier Evangelisten zu sehen. Der Schalldeckel ist mit Kartuschen und geflügelten Engelsköpfen verziert. Gekrönt wird der Schalldeckel ebenfalls durch eine Darstellung des triumphierenden Christus.

### Bronzetaufe
Die Bronzetaufe wurde von der Kirchengemeinde 1646 beschafft. Sie ersetzte die Taufe, die 1623 von den Söldnern des Grafen von Mansfeld, die Ostfriesland während des Dreißigjährigen Krieges verheerten, geraubt worden war. Laut Inschrift wurde sie von den lothringischen Bronzegießern Claudius Voillo und Gottfried Baulard geschaffen.
Der Deckel wurde 1665 von Meister Hinrich Julfs aus Wittmund geliefert. Sein in vier Etagen gegliederter Aufbau zeigt Meerjungfrauen mit Fischschwänzen und weiblichen Brüsten. Die Gesichtszüge dieser Figuren sind eindeutig männlich und tragen Schnurrbärte. In der Mitte des Deckels sitzt, von Säulen umgeben, eine Madonna.

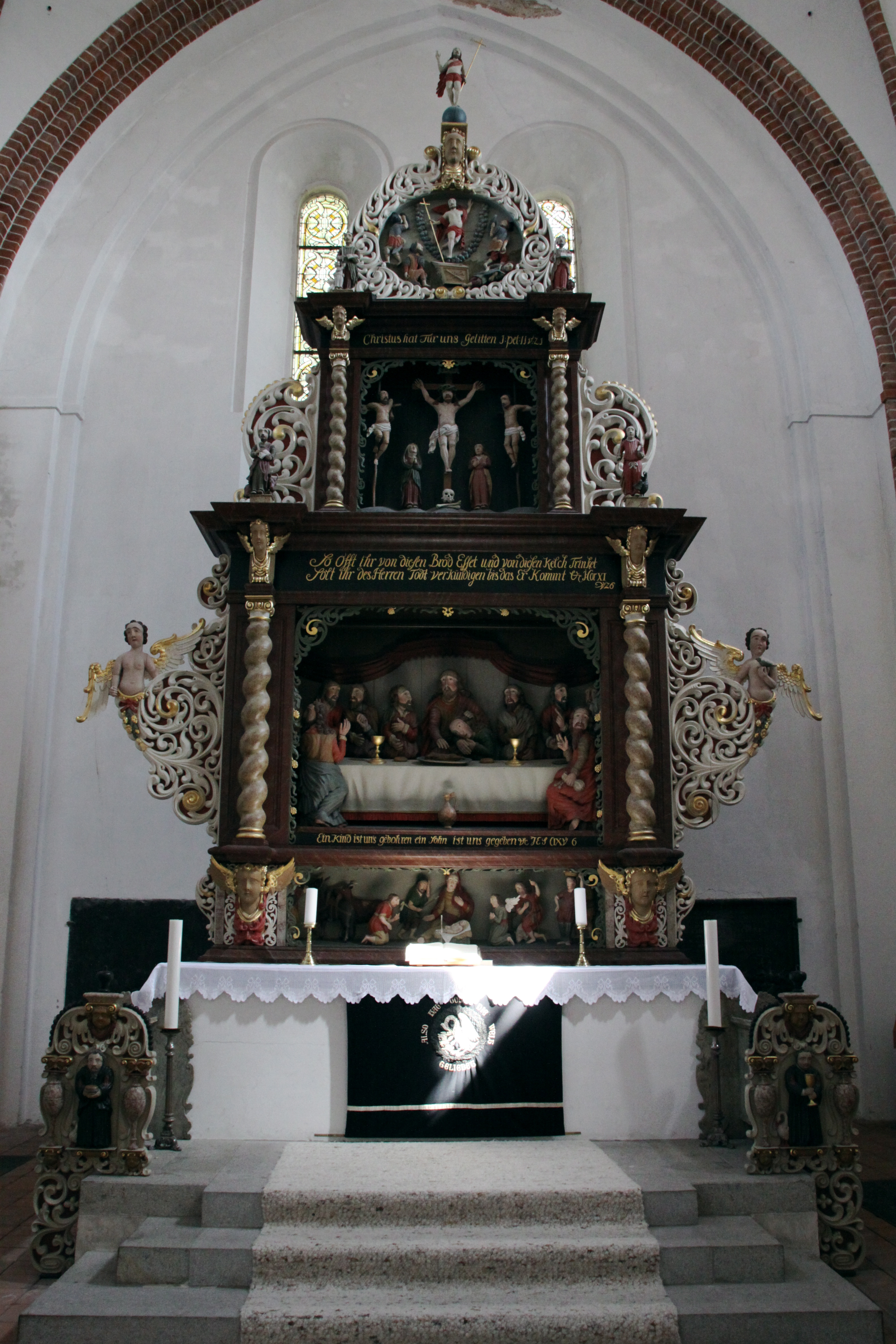
Der Altar
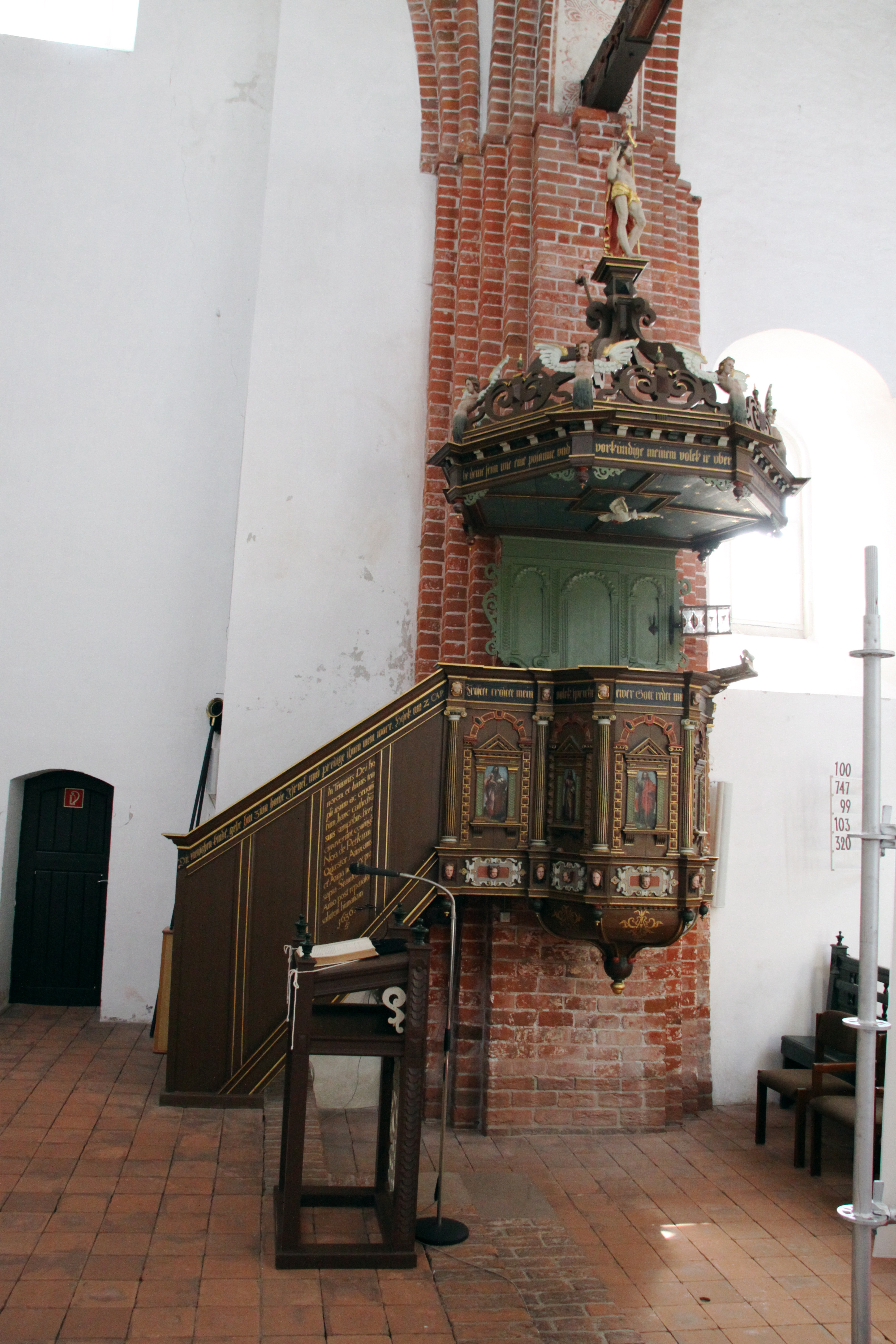
Kanzel
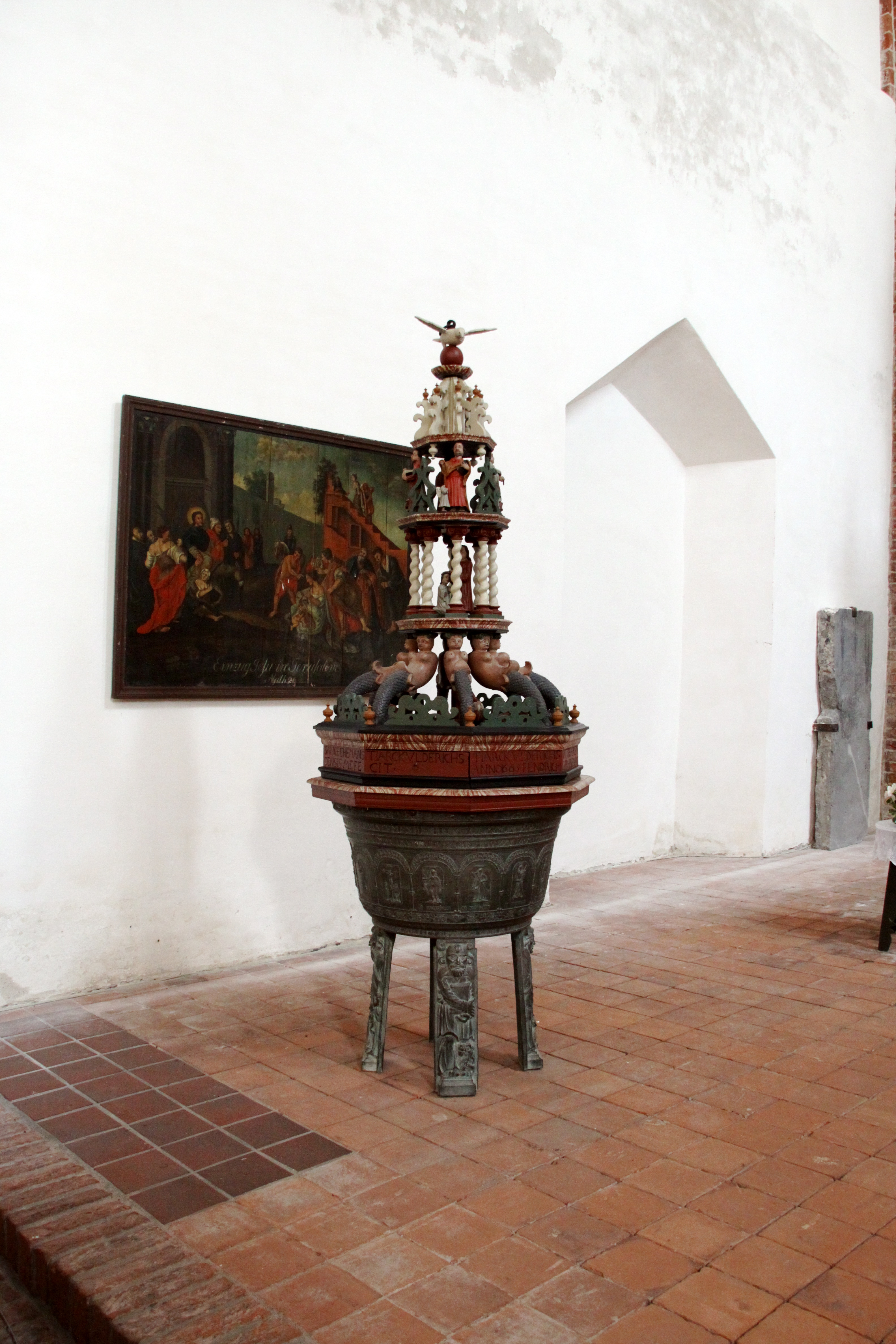
Taufbecken

### Orgel
Bereits um 1550 ist ein Organist in Engerhafe nachgewiesen. Vom 16. bis 18. Jahrhundert wurden mehrere Reparaturen an der Orgel durchgeführt.
Die heutige Orgel geht ursprünglich auf Hinrich Just Müller zurück, der in den Jahren 1774 bis 1776 einen Neubau mit Hauptwerk (neun Register) und Brustwerk (vier Register) durchführte. Von diesem Instrument ist der Prospekt erhalten geblieben. Das Rückpositiv ist nur eine Attrappe, die aus repräsentativen in die Emporenbrüstung eingefügt wurde, was eine Idee Arp Schnitgers aufgreift. Die originalen Prospektpfeifen weisen Labien mit Kielbögen (Eselsrücken) auf und stammen vermutlich aus spätgotischer Zeit. Im Zuge der Umsetzung der Orgel von der Ostmauer auf die Westempore ergänzten die Gebr. Rohlfs ein selbstständiges Pedal und veränderten die Disposition. Die Firma P. Furtwängler & Hammer baute im Jahr 1908/09 hinter dem historischen Gehäuse ein neues Werk mit pneumatischen Taschenladen und 19 Registern. 1971 bis 1973 schufen die Gebr. Hillebrand ein neues Werk hinter den historischen Prospekt mit seinen erhaltenen Pfeifen, das zwei ältere Register integrierte und sich wieder an die Müllerschen Disposition orientierte. Aus Kostengründen blieb das Brustwerk vakant.
| I Hauptwerk C–d3 |                |       |   |
| 1.               | Prinzipal      | 8′    | M |
| 2.               | Quintade B/D   | 16′   | H |
| 3.               | Gedackt B/D    | 8′    | H |
| 4.               | Oktave         | 4′    | F |
| 5.               | Gemshorn       | 4′    | R |
| 6.               | Quinte (Nasat) | 2 ⁄3′ | H |
| 7.               | Oktave         | 2′    | H |
| 8.               | Mixtur V–VI    |       | H |
| 9.               | Trompete B/D   | 8′    | H |

| Pedal C–d1 |           |
|            | angehängt |

- Anmerkungen

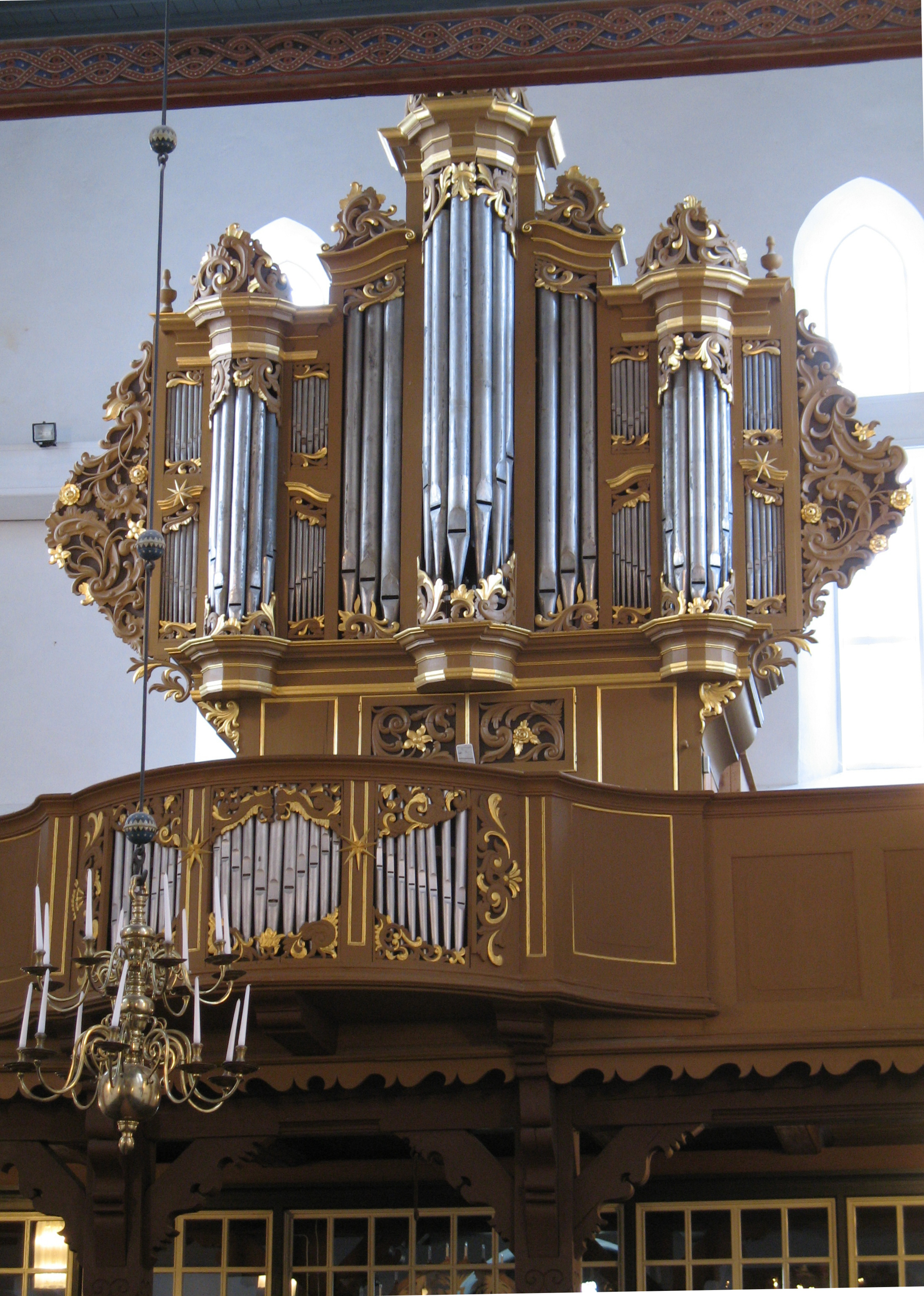
Orgel hinter historischem Gehäuse von Müller (1776)

 M = Register von Hinrich Just Müller (1775, oder auch älter)
 R = Register von Gebr. Rohlfs (1870)
 F = Register von Furtwängler & Hammer (1909)
 H = Register von Hillebrand (1973)

### Weitere Ausstattung
In der Kirche sind noch ein Gemälde, das den Einzug Jesu in Jerusalem zeigt, und eine kleine reliefartige Darstellung des Sündenfalls zu sehen. Beide werden auf das 17. Jahrhundert datiert.